# Brouwerij De Vijf Helmen
Brouwerij De Vijf Helmen is een voormalige brouwerij gelegen aan de Korenlei te Gent. Deze werd vermoedelijk afgebroken en het gebouw op die plaats draagt nog steeds de naam en is opgenomen in de inventaris van onroerend erfgoed.

## Gebouwen
Het gebouw dateert van 1756 en bestaat uit 4 bouwlagen onder een geknikt zadeldak. Het gebouwd werd beschermd in 1952 en in 1962 werd het grondig gerestaureerd naar de oorspronkelijke toestand.